# Hymenoplia
Hymenoplia es un género de coleópteros de la subfamilia Melolonthinae.

## Lista de especies
Las especies de este género son:
- Hymenoplia algirica
- Hymenoplia antoinei
- Hymenoplia arragonica
- Hymenoplia atlantea
- Hymenoplia atlasica
- Hymenoplia azrouensis
- Hymenoplia castiliana
- Hymenoplia castilianissima
- Hymenoplia chevrolati
- Hymenoplia cineracens
- Hymenoplia clypealis
- Hymenoplia escalerai
- Hymenoplia fulvescens
- Hymenoplia fulvipennis
- Hymenoplia galaica
- Hymenoplia heydeni
- Hymenoplia hirsutissima
- Hymenoplia illigeri
- Hymenoplia jayenensis
- Hymenoplia ketamensis
- Hymenoplia lata
- Hymenoplia lecerfi
- Hymenoplia lineolata
- Hymenoplia lucusensis
- Hymenoplia mairei
- Hymenoplia meknesensis
- Hymenoplia miegii
- Hymenoplia minuta
- Hymenoplia oudjdensis
- Hymenoplia pilosissima
- Hymenoplia pseudocinerascens
- Hymenoplia riffensis
- Hymenoplia roulleaui
- Hymenoplia rufinoides
- Hymenoplia rugosa
- Hymenoplia rugulosa
- Hymenoplia sefroensis
- Hymenoplia sericea
- Hymenoplia sicula
- Hymenoplia strigosa
- Hymenoplia subcinerascens
- Hymenoplia theryi
- Hymenoplia ungulata
- Hymenoplia vulpecula
- Hymenoplia zibana